# Били Лурд
Били Кетрин Лурд (енгл. Billie Catherine Lourd; Лос Анђелес, 17. јул 1992) америчка је глумица. Позната је по улози Шанел 3 у серији Краљице вриска (2015—2016) и улогама у серији Америчка хорор прича (2017—данас). Једино је дете глумице Кари Фишер.

## Биографија
Рођена је 17. јула 1992. у Лос Анђелесу. Једино је дете глумице Кари Фишер и агента за таленте Брајана Лурда. Такође је једина унука глумице Деби Ренолдс. Преко оца има полусестру Аву. Дипломирала је на Универзитету Њујорк.
Почетком 2016. ступила је у везу с глумцем Остином Рајделом. Током паузе с Рајделом, између децембра 2016. и јула 2017. излазила је с колегом из серије Краљице вриска, Тејлором Лаутнером. Године 2017. помирила се с Рајделом. Верили су се у јулу 2020, а у септембру исте године добили сина. Венчали су се у марту 2022. У децембру 2022. добили су друго дете, ћерку.

## Филмографија

### Филм
| Улоге Били Лурд |                                 |                   |                  |          |
| Година          | Српски назив                    | Изворни назив     | Улога            | Напомена |
| 2015.           | Ратови звезда: Буђење силе      |                   | Кајдел Ко Коникс |          |
| 2017.           | Ратови звезда: Последњи џедаји  |                   | Кајдел Ко Коникс |          |
| 2018.           |                                 |                   | Розана Ричи      |          |
| 2019.           | Штреберке                       |                   | Џиџи             |          |
| 2019.           | Ратови звезда: Успон Скајвокера |                   | Кајдел Ко Коникс |          |
| 2019.           | Ратови звезда: Успон Скајвокера | млада Леја Органа |                  |          |
| 2022.           | Карта за рај                    |                   | Врен Батлер      |          |

### Телевизија
| Улоге Били Лурд |                                     |                 |                          |            |
| Година          | Српски назив                        | Изворни назив   | Улога                    | Напомена   |
| 2015—2016.      | Краљице вриска                      |                 | Сејди Свенсон / Шанел 3  | 22 епизоде |
| 2017.           | Америчка хорор прича: Култ          |                 | Винтер Андерсон          | 10 епизода |
| 2017.           | Америчка хорор прича: Култ          | Линда Касабијан | 1 епизода                |            |
| 2018.           | Америчка хорор прича: Апокалипса    |                 | Малори                   | 8 епизода  |
| 2019.           | Америчка хорор прича: 1984          |                 | Монтана Дјук             | 9 епизода  |
| 2020.           | Вил и Грејс                         |                 | Фиона Адлер              | 1 епизода  |
| 2021.           | Америчке хорор приче                |                 | Лив Витли                | 1 епизода  |
| 2021.           | Америчка хорор прича: Дупли садржај |                 | Лесли „Ларк” Фелдман     | 2 епизоде  |
| 2022.           | Америчка хорор прича: Њујорк        |                 | др Хана Велс             | 7 епизода  |
| 2023.           |                                     |                 | гласна тинејџерка (глас) | 2 епизоде  |
| 2023.           | Америчка хорор прича: Деликатно     |                 | Ешли                     | 5 епизода  |